# Голохвастов, Никита Казаринов
Никита Казаринов Голохвастов (до 1563—1568) — сын боярский и воевода во времена Ивана Грозного, сын К. И. Голохвастова.

## Биография
В 1563 году был гонцом в Крым.
В 1563—1564 гг — 2-й воевода в Михайлове.
В 1565 г. поручился за И. П. Яковлева-Хирона.
В 1570 году стрелецкий голова Никита Голохвастов, известный своей отчаянной храбростью, вынужден был принять иночество и надеть монашескую рясу, чтобы избежать гнева Ивана Грозного. Но монастырь не спас его. Царь велел привести его и сказал, что поможет бравому иноку поскорее взлететь на небо. Голохвастова посадили на бочку с порохом, а порох взорвали. Вместе с отцом, иноком Никитой Казариновым, по делу о заговоре в земщине, был казнён (после 22 марта - июль 1568) и его сын Фёдор (по другим источникам брат - Фёдор Казаринов), их имена занесены в синодик опальных на вечное поминовение.